# New Bedford (Illinois)
New Bedford – wieś w Stanach Zjednoczonych, w stanie Illinois, w hrabstwie Bureau.